# 42nd Street Shuttle
El 42nd Street Shuttle (servicio lanzadera de la calle 42 o un servicio en una sola dirección que va y viene) es un servicio de trenes del metro de la ciudad de Nueva York que opera en Manhattan. Algunas veces es referido como la Grand Central/Times Square Shuttle, ya que estas son las únicas estaciones servidas por el "shuttle". Opera todo el tiempo excepto en altas horas de la noche, conectando al Times Square hacia la Grand Central bajo la calle 42. Es el servicio más corto del sistema, con una longitud de 0.8 millas (1.3 km) u oficialmente un minuto de recorrido. La línea 42nd Street Shuttle forma parte de la división IRT del Tránsito de la ciudad de Nueva York, y las vías que funcionan datan desde 1904 como parte de la primera línea en la ciudad. Con el fin de distinguirla de las demás en el sistema de lanzaderas, el NYCT Rapid Transit refiere a la línea como la "0".[cita requerida]
los trenes del sistema de "lanzadera" o "shuttle" consisten principalmente en modelos R62A.

## Historia
El metro en la cual el "shuttle" opera fue inaugurada el 27 de octubre de 1904, el primer día en el que inició el servicio del metro en Manhattan. Empezó a operar línea principal por parte del IRT hasta el 1 de agosto de 1918, cuando el sistema H de los Contratos Dual "H system" fue puesto en funcionamiento, con trenes operando en la línea de la avenida Lexington y la línea Broadway-Séptima Avenida, y trenes "shuttle" bajo la 2.ª calle.
La vía expresa con rumbo hacia el sur en la cuarta vía de la línea fue cerrada y en su lugar se construyó una nueva plataforma, en la que anteriormente la vieja estación operaba como ruta local hacia el Times Square. Sin embargo, el nuevo However, el nuevo acuerdo resultó ser insuficiente y el "shuttle" fue clausurado en la medianoche del 3 al 4 de agosto para la expansión de una nueva plataforma. El "shuttle" reabrió el 28 de septiembre de 1918, con la mejora de los pasillos y plataformas. En las paredes de las estaciones, bandas negras (en el Times Square) y bandas verdes (en Grand Central) fueron pintadas para guiar a los pasajeros a dirigirse hacia la plataforma del "shuttle".
El shuttle siguió operando todo el tiempo hasta el 10 de septiembre de 1995. Hoy en día, sigue operando todo el tiempo excepto en altas horas de la noche, cuando el servicio    7 lo reemplaza. Cuando el shuttle esta cerrad, el área es comúnmente usada para exhibir películas. The French Connection y King of New York, entre otras, fueron las películas filmadas en 42nd Street shuttle.

## Conexiones de vías con el resto del sistema
En la cuarta vía del shuttle, sólo tres están en uso, la antigua vía expresa con rumbo hacia el sur está siendo usada como espacio extra para cada plataforma en cada terminal. La antigua vía local con rumbo hacia el sur es ahora la vía 1 del shuttle; la vía 2 ya no existe; la antigua vía expresa con rumbo al norte es ahora la vía 3; y la antigua vía local con rumbo al norte es ahora la vía 4.
Las vías 1 y tres 3 están conectadas entre sí hacia las vías locales rumbo al sur en línea de la avenida Lexington al sur de la Grand Central station o la estación Grand Central. La vía 4 se conecta con la vía local con rumbo al norte de la línea Broadway–Séptima avenida al norte de la estación del Times Square. No hay ninguna conexión entre las vías 1 y 3, o la vía 4; No hay conexión entre las vías 1 y 3, por un lado, y de la vía 4, por la otra; por lo tanto, aunque el shuttle fue una vez parte de la ruta original del metro de Nueva York, sin embargo hora es físicamente imposible que un tren de la línea de la Avenida Lexington viaje por la línea de la Séptima Avenida o viceversa usando el servicio shuttle.

## Operación
Cuando entra en servicio, cada uno de los trenes del servicio shuttle entra en operación en cualquier momento es independiente del otro; e.j.., un tren en la vía 1 simplemente viene y va en la vía 1, y no hay ningún cambio en reversa en cada terminal. Para facilitar un rápido cambio de los trenes lanzadera, hay un operador o conductor en cada extremo de los trenes.  Dependiendo en que dirección el tren esté viajando, los operadores cambian de puesto cuando el tren llega a un extremo; en la cual uno sirve como el conductor y el otro el operador del tren en la parte trasera.

## Estaciones

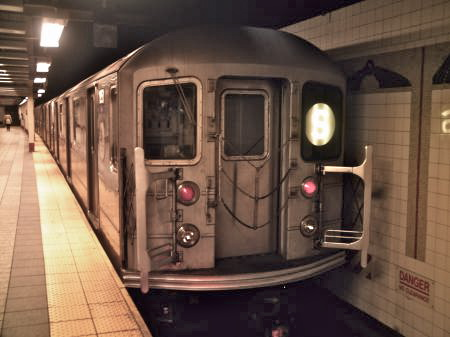
Tren modelo R62As de la línea 42nd Street Shuttle en la estación Grand Central.

| Leyenda de la estación de servicio                       | Leyenda de la estación de servicio                       |
| -------------------------------------------------------- | -------------------------------------------------------- |
| Hace paradas todo el tiempo                              | Paradas todo el tiempo                                   |
| Hace paradas todo el tiempo                              | Paradas todo el tiempo excepto a altas horas de la noche |
| Hace paradas sólo los días de semana                     | Paradas en días de semana                                |
| Hace paradas en horas pico en direcciones congestionadas | Paradas horas pico o vías congestionadas                 |
| Detalles del periodo de tiempo                           |                                                          |

| 42nd Street Shuttle service | Estaciones    | Acceso para discapacitados | Transferencias | Conexiones                                      |
| --------------------------- | ------------- | -------------------------- | --- | ----------------------------------------------- |
| Manhattan                   |               |                            | |                                                 |
| Hace paradas todo el tiempo | Times Square  |                            | 1 2 3 (Línea de la Séptima Avenida–Broadway) 7 <7> (Línea Flushing) N Q R W (Línea Broadway) A C E (Línea de la Octava Avenida en Calle 42–Terminal de Autobuses de la Autoridad Portuaria) | Terminal de Autobuses de la Autoridad Portuaria |
| Hace paradas todo el tiempo | Grand Central |                            | 4 5 6 <6> (Línea de la Avenida Lexington) 7 <7> (Línea Flushing) | Metro-North Railroad en Grand Central Terminal  |